# Marie-Angelique de Fontanges

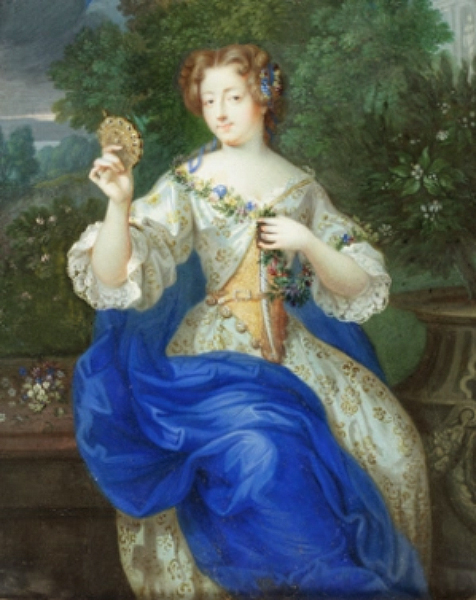
Marie-Angelique de Fontanges

Marie-Angelique de Fontanges (Marie Angélique de Scorailles, hertiginna av Fontanges), född 27 juli 1661, död 28 juni 1681 i Port-Royal, var en fransk hovdam, mätress till kung Ludvig XIV av Frankrike mellan 1678 och 1681. 
Hon var kungens sista officiella mätress. Hon var hovfröken till kungens svägerska innan hon blev hans älskarinna, och kungen försökte först hålla relationen hemlig för att inte förarga sin officiella mätress Madame de Montespan. Hon beskrivs som vacker men naiv, och ska ha saknat all betydelse utom den som kungens kärleksintresse. Efter födseln av ett barn försämrade hennes hälsa och hon drog sig tillbaka till ett kloster där hon avled, enligt rykten av förgiftning. 
Modefrisyren fontang fick sitt namn efter henne.

## Biografi
Marie-Angelique de Fontanges föddes i Auvergne som dotter till greve de Rousaille. Hennes familj samlade ihop pengar för att skaffa henne en anställning vid hovet för att gynna familjen. 
Fontanges utnämndes 1678 till hovfröken åt kungens svägerska Elisabeth Charlotte av Pfalz. Det var en sådan vanlig bakgrund för kungens älskarinnor att hans svägerskas hovdamer kallades för "Madames plantskola". 
Hon beskrivs som "dum som en korg", men också som en strålande skönhet, "ljuvlig som en ängel från huvud till fot".

### Mätress
Vintern 1678-79 inledde kungen ett förhållande med Marie-Angelique de Fontanges. Han flyttade henne till ett rum intill sitt men låtsades först inte känna henne offentligt, för att relationen inte skulle bli känd för Madame de Montespan och Madame de Maintenon. 
Det noterades dock snart att Fontanges, som var en skicklig ryttare, ofta följde med kungen på jakt; hon uppträdde i kyrkan i kläder sydda av samma tyg som kungens, och prydd med samma ljusblå band som han bar, och i kyrkan fick hon platsen bredvid Madame de Montespan. 
Under en jakt vid Fontainebleau ska hennes hår fallit ned runt hennes axlar, och hon knöt då upp den i en uppsättning som genast blev populär vid hovet och känd som fontang efter henne.
Madame de Montespan tog initialt inte kungens förhållande med Fontanges på allvar. Fontanges beskrivs som en ung flicka utan någon större intelligens. Montespan sade att hon var för obegåvad för att hålla kvar kungens intresse längre än tillfälligt, gladde sig åt Madame de Maintenons ogillande över kungens "synd", och hjälpte Fontages med hennes klädsel till fester för att demonstrera att hon inte kände sig hotad. 
Kungen prydde sig själv med diamanter, fjädrar och rosetter för hennes skull och gav henne en pärlgrå vagn med åtta hästar. 
Fontanges beskrivs som naiv och barnslig och ska ha trott sig vara hjältinnan i en roman där kungen var hennes hjälte och hon själv hans hjärtas dam. Madame de Montespan kommenterade att kungen hade tre älskarinnor: hon själv till namnet, Maintenon i hjärtat och Fontanges i sängen.
I januari 1680 födde hon en son, som avled strax efter födseln, och i april 1681 gavs hon titeln hertiginna av Fontanges. Fontanges, som själv var allvarligt sjuk vid sonens födsel och aldrig riktigt tillfrisknade, drog sig efter förlossningen tillbaka till ett konvent, Abbaye Notre-Dame-des-Chelles. 
I mars 1681 sändes hon därifrån till Abbaye de Port-Royal de Paris, där hon uppges ha fött en dödfödd dotter. På sin dödsbädd ska hon ha bett om att få träffa kungen, som avlade ett besök och brast i gråt vid åsynen, varpå hon ska ha sagt att hon kunde dö lycklig efter att ha sett sin kung gråta.
de Fontanges avled kort därefter, i juni 1681, i konventet Abbaye de Port-Royal de Paris i Paris.

### Dödsorsak
Vid hovet trodde man vid denna tidpunkt att hon blivit förgiftad av sin rival Madame de Montespan. Hennes död ägde rum mitt under giftmordsaffären och Fontanges nämndes flera gånger under förhören. Marguerite Monvoisin uppgav att La Voisin hade utfört en betald förgiftning av Fontanges. La Voisins medarbetare Bertrand och Romani
greps som medbrottslingar, och Romani anklagades för att ha överlämnat förgiftade handskar till Fontanges. 
Dessa anklagelser kunde dock inte bevisas. Françoise Filastre tillfrågades under tortyr vad hon visste om Fontanges död och hon uppgav under tortyr att hon hade utfört förgiftningen på uppdrag av Montespan, men strax före sin avrättning återtog hon bekännelsen med hänvisning till att hon bara avgett den på grund av tortyr. 
Kungen gav order om att en obduktion inte skulle utföras men hennes familjs insisterade. Obduktionen visade att hennes ena lunga och hennes bröst var fylld av vätska, och läkarna avgjorde att hon hade avlidit av naturliga orsaker. Ryktena om förgiftning kvarstod dock vid hovet, där man fortsatt var övertygade om förgiftning.

## Eftermäle
Fontangen, en kvinnofrisyr under sent 1600-tal och tidigt 1700-tal, fick sitt namn efter Marie-Angelique de Fontanges. Det sägs att hon band upp sitt hår med ett snöre efter att ha förlorat sin mössa under en ritt. Kungen tyckte mycket om det och bad de Fontanges att fortsätta att bära en sådan frisyr, som snart kom på modet och inspirerade fler att göra detsamma.